# Marcelo Gallardo

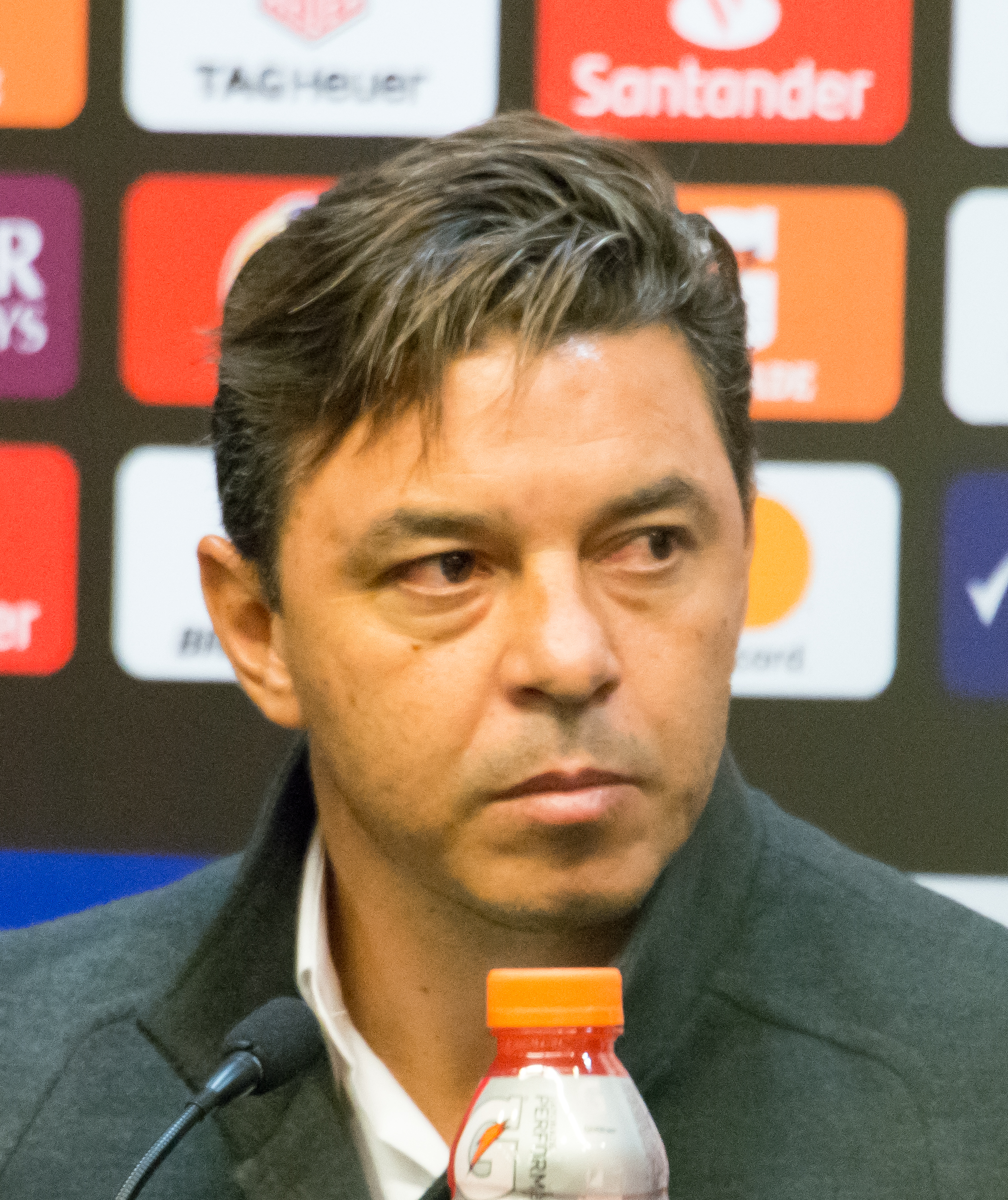
Marcelo Gallardo

Marcelo Daniel Gallardo, född 18 januari 1976 i Merlo, Buenos Aires, är en argentinsk fotbollsspelare och -tränare som är tränare för CA River Plate i Argentina.
Gallardo fick sitt genombrott i River Plate mellan 1992 och 1993 där han vann fyra lokala titlar och en Copa Libertadores fram till 1999 då han lämnade klubben för spel i Europa.